# Journeyman (serie televisiva)
Journeyman è una serie televisiva statunitense prodotta nel 2007.
La serie, ideata da Kevin Falls per la 20th Century Fox, racconta la storia di Dan Vasser, un giornalista di San Francisco che viene trasportato indietro nel tempo per aiutare alcune persone nei momenti chiave delle loro vite.
A detta di molti critici, in molti aspetti Journeyman ricorda la nota serie In viaggio nel tempo. Si può notare inoltre qualche analogia con il libro La moglie dell'uomo che viaggiava nel tempo di Audrey Niffenegger.
Journeyman è stata trasmessa in prima visione negli Stati Uniti da NBC dal 24 settembre 2007. In Italia la serie è stata trasmessa da Italia 1.

## Trama
Dan Vasser è un giornalista di San Francisco che, improvvisamente, scopre la capacità di compiere viaggi indietro nel tempo. Egli si ritrova a fare i conti con questo suo nuovo "potere" che al contempo è sia un bene, dato che gli permette di porre rimedio a errori avvenuti nel passato cambiando così in meglio il presente, sia una condanna, visto che non è in grado in alcun modo di controllare a suo piacere questi salti temporali.
A questo senso di smarrimento per la situazione venutasi a creare, si aggiunge il fatto che durante i suoi viaggi Dan rincontra Livia, la sua ex fidanzata che credeva morta in un disastro aereo avvenuto nove anni prima; questo, unito al fatto che Dan scompare sempre nei momenti meno opportuni, mette in crisi il suo matrimonio con Katie e il rapporto con il figlio Zack e il fratello Jack.

## Episodi
A seguito di un brusco calo di ascolti (la serie è brevemente passata dai 9.000.000 di telespettatori dell'esordio a poco più di 4.000.000) Journeyman è stata sospesa il 19 dicembre 2007. Il 2 aprile 2008 la serie è stata ufficialmente cancellata dalla NBC.
| Stagione       | Episodi | Prima TV originale | Prima TV Italia |
| -------------- | ------- | ------------------ | --------------- |
| Prima stagione | 13      | 2007               | 2008-2009       |

## Personaggi e interpreti

### Personaggi principali
- Dan Vasser, interpretato da Kevin McKidd, doppiato da Vittorio Guerrieri.
È il protagonista della serie. Dan è un giornalista del quotidiano (fittizio) San Francisco Register, dove negli anni settanta lavorava come fotoreporter anche suo padre Frank; il papà se ne andò di casa ad una vigilia di Natale, abbandonando Dan e suo fratello Jack ancora bambini. È sposato ormai da qualche anno con Katie (ex ragazza di Jack), e i due hanno un bambino di nome Zack. Nonostante abbia avuto un passato turbolento segnato dal vizio del gioco d'azzardo, oggi la vita di Dan scorre felice e serena, quando all'improvviso, durante il giorno del suo settimo anniversario con Katie, si ritrova catapultato indietro nel tempo proprio nel giorno in cui morì Livia, la sua ex fidanzata che stava per sposare di lì a pochi mesi; Dan pensa ad un sogno ma, in seguito al ripetersi della cosa, capisce come quel che gli sta accadendo sia, incredibilmente, reale. L'unica cosa che Dan riesce a mettere a fuoco, è che si trova ogni volta catapultato nel passato per compiere una precisa missione, cioè aiutare o proteggere una persona. Questi viaggi mettono Dan in una strana situazione: infatti nel passato incontra sia la Livia del passato, che quella del presente! Dan credeva infatti che la sua ex ragazza fosse morta in un disastro aereo avvenuto nove anni prima, ma con suo grande stupore scopre che non è così: anche Livia, come lui, può viaggiare nel tempo, e durante i suoi viaggi nel passato i due si ritroveranno a stretto contatto per portare a termine le loro missioni. Questo suo nuovo "potere" finisce per creare non pochi problemi a Dan, sia in famiglia (con Katie, indispettita dal fatto che nei suoi viaggi incontri Livia, e con suo fratello Jack, insospettito dalle sue numerose e misteriose assenze) che sul lavoro (con Hugh Skillen, il suo capo al Register, che cerca di soprassedere alle sue continue assenze dal lavoro). Dopo l'iniziale sconcerto, Dan si adatta a questa nuova situazione, e allo stesso tempo cerca di capire come sia possibile che riesca a viaggiare indietro nel tempo: facendo alcune ricerche – e anche grazie all'aiuto del misterioso professore Elliott Langley – Dan arriva ad ipotizzare che questo suo "potere" sia reso possibile dai tachioni, delle ipotetiche particelle che viaggerebbero ad una velocità superiore a quella della luce. Contemporaneamente, a causa di alcune "tracce" lasciate involontariamente da Dan nel passato, l'FBI inizia ad interessarsi a lui, complicandogli non poco la vita.
- Katie Vasser, interpretata da Gretchen Egolf, doppiata da Patrizia Burul.
È la moglie di Dan. Dan e Katie si conoscono da molto tempo prima che si mettessero insieme: infatti in passato Katie è stata la ragazza di Jack, il fratello di Dan, quando quest'ultimo stava ancora con Livia, e all'epoca le due coppie passavano molto tempo assieme. Katie e Jack si lasciarono poco dopo la "presunta" morte di Livia, e in seguito Katie iniziò la sua storia con Dan, con cui in breve si sposò. Nonostante il lungo e felice matrimonio con Dan, su di lei aleggia sempre il ricordo di Livia, con cui è spesso costretta a confrontarsi. Katie era una giornalista televisiva, ma lasciò il lavoro per dedicarsi a suo figlio, anche se ultimamente, visto il rischio di licenziamento che corre Dan al Register, sta meditando di tornare alla sua vecchia professione. All'inizio Katie non crede ai viaggi di Dan, ma suo marito le dimostra il contrario e, nonostante i mille problemi che questo nuovo "potere" porta al loro matrimonio, Katie aiuta Dan a tenerlo segreto agli occhi degli altri, anche se dopo la scoperta che suo marito incontra Livia nel passato la faccenda si fa un po' più difficile da sopportare per lei.
- Olivia "Livia" Beale, interpretata da Moon Bloodgood, doppiata da Sabrina Duranti.
È la ex fidanzata di Dan, che tutti credevano morta in un disastro aereo accaduto nel 1998. Nonostante il suo corpo non fosse mai stato ritrovato, Livia era stata dichiarata deceduta e Dan – che proprio per questo motivo non si era rassegnato all'idea di averla persa – alla fine ha accettato la cosa, e si è rifatto una vita con Katie. In realtà Livia "scomparve" dall'aereo pochi secondi prima dell'incidente: infatti anche lei, proprio come Dan, ha il potere di viaggiare attraverso il tempo. Quando Dan inizia i suoi viaggi Livia ricompare all'improvviso nella sua vita, come un fulmine a ciel sereno; dopo l'iniziale smarrimento di entrambi, Livia aiuta Dan a capire in cosa consistano le loro missioni e come portarle a termine al meglio. Non sa nulla della nuova vita di Dan con Katie, infatti inizialmente il destino aveva deciso che Dan e Livia non si sarebbero mai dovuti incontrare, dato che vivono su due linee temporali diverse; grazie ad una vecchia fotografia ritrovata casualmente da Katie, Dan scopre che Livia viene dal 1948 e che quindi, a differenza sua, la sua ex ragazza non compie viaggi nel passato, ma nel futuro. Durante uno dei suoi viaggi Livia si ritrovò catapultata nel 1987, senza nessuna missione da compiere e senza la possibilità di tornare indietro nella sua epoca. Convinta che i suoi viaggi si fossero fermati, Livia si rifece così una vita nel "suo" futuro (cioè nel presente di Dan): studiò legge all'università (cosa che non avrebbe potuto fare negli anni quaranta), diventando poi addirittura vice procuratore distrettuale, ed incontrò Dan, che però fu poi costretta ad abbandonare all'improvviso quando ricominciarono i suoi viaggi nel tempo, che la riportarono indietro al secondo dopoguerra.
- Jack Vasser, interpretato da Reed Diamond, doppiato da Antonio Palumbo.
È il fratello di Dan. Fratello maggiore, Jack è un detective della squadra omicidi della polizia di San Francisco, nonché ex di Katie, la moglie di suo fratello. Fin da ragazzo è sempre stato protettivo nei confronti di Dan, a volte anche troppo, soprattutto dopo che il loro papà Frank li ha abbandonati. Quando Dan inizia a "scomparire" a causa dei suoi viaggi, Jack crede che sia ricaduto di nuovo nel vizio del gioco d'azzardo e, approfittando del suo lavoro, inizia a tenere sotto stretto controllo Dan e la sua famiglia, sia perché preoccupato per le sorti del fratello, ma anche perché preoccupato per Katie, che in realtà Jack non ha mai dimenticato, e di cui forse è ancora innamorato. Quando Katie l'ha lasciato, nel tentativo di dimenticarla Jack ha iniziato a bere, ed ora ha qualche problema con l'alcol.

### Personaggi secondari
- Hugh Skillen, interpretato da Brian Howe, doppiato da Ambrogio Colombo.
È il caporedattore di Dan al San Francisco Register. I due si conoscono ormai da un decennio e, oltre che essere il suo capo, Hugh per Dan è soprattutto un amico, forse l'unico. Hugh si fida ciecamente di Dan, ed è sempre pronto a difenderlo sul lavoro, esponendosi in prima linea contro un suo possibile licenziamento (come invece vorrebbero i proprietari del giornale), anche quando, a causa dei suoi viaggi, il suo lavoro inizia ad essere meno preciso e puntuale.
- Zack Vasser, interpretato da Charles Wyson, doppiato da Arturo Valli.
È il figlio di Dan e Katie. Vista la giovane età (circa la stessa che aveva Dan quando perse suo padre) Zack soffre molto la mancanza in casa del padre a causa del suo lavoro al Register. Quando Dan inizia i suoi viaggi nel tempo la situazione peggiora ulteriormente, ma Zack perdonerà tutto a suo padre quando lo vede "partire" per un suo viaggio, con quella che lui chiamerà "la magia di Dan".